# Radkov (hrad)
Radkov (též Radkovské hradisko) je zřícenina hradu se zaniklou osadou, jejichž pozůstatky se nacházejí asi jeden kilometr severně od obce Radkov v okrese Svitavy. Z hradu a sídliště založeného a opuštěného během třináctého století se dochovaly zejména zbytky zděného a zemního opevnění, které jsou od roku 1964 chráněny jako kulturní památka.

## Historie
O zaniklém sídlišti ani o zřícenině hradu se nedochovaly žádné písemné prameny. Hypoteticky bývají spojovány s kolonizačními aktivitami Boreše z Rýzmburka. Terénní stopy nasvědčují, že lokalita byla neúspěšným pokusem o založení města, jehož trvání nepřekročilo několik let. Archeologicky bylo osídlení datováno do druhé poloviny třináctého století. Je možné, že zaniklo násilným způsobem, nejspíše roku 1286.
V jihovýchodní části areálu byl nalezen tesák s 295 milimetrů dlouhou čepelí a fragmentem dřevěného obložení rukojeti. Podobné zbraně se začaly objevovat koncem třináctého století, ale byly běžné až do druhé poloviny šestnáctého století. Nález tedy nemusí souviset s osídlením lokality, ale může být dokladem jejího pozdějšího využití.

## Popis
Radkovské hradisko se skládá ze dvou částí: osady a předpokládaného šlechtického sídla. Nachází se v závěru dlouhé ostrožny, jejíž závěr byl oddělen dvojitou linií opevnění. Jeho pozůstatkem je mělký příkop a nevýrazný val. Za ním následuje téměř třicet metrů široký příkopem vylámaný ve skále. Materiál z příkopu byl použit na stavbu příčné štítové zdi silné 2,4–2,7 metru. Ta byla vyzděna jen v čele a na severním i jižním konci se stáčí k západu. Původně zřejmě přecházela v provizorní ohrazení bočních stran ostrožny palisádou. U severního konce zdi mohla být brána a na vnitřní straně stála nějaká budova, ale je možné, že se vstup býval naopak u jižního konce, protože hustě umístěné sídlištní objekty neponechávaly prostor pro průchod cesty.
Za štítovou zdí leží plocha s rozměry 190 × 120 metrů s patrnými dvěma řadami zahloubených objektů. Prohlubně jsou pozůstatky domů. Jejich počet se pohybuje od sedmnácti do 25 a u některých je možné pozorovat místo vstupu.
Předpokládané šlechtické sídlo v závěru ostrožny s trojúhelníkovým půdorysem zřejmě nebylo dokončeno. Od sídliště jej odděluje více než 25 metrů široký příkop, který chrání také jižní stranu hradu. Podél vnější strany jižní části příkopu vede také val. Čelo hradu tvořila kamenná zeď, z níž se v délce padesáti metrů dochovalo beztvaré zdivo.